# Frank Curtis
Frank Waring Curtis (* 14. Oktober 1912 in Epping; † 26. Dezember 1972 in Loughton) war ein britischer Automobilrennfahrer.

## Karriere
Frank Curtis bestritt zu Beginn der 1950er-Jahre einige Sportwagenrennen. 1950 gewann er ein nationales Rennen in Croft und wurde ein Jahr später bei diesem Rennen Zweiter. 1953 beendete er gemeinsam mit John Lawrence das 9-Stunden-Rennen von Goodwood als Gesamtfünfter.
Einmal war er auch beim 24-Stunden-Rennen von Le Mans am Start. 1952 fuhr er einen Werks-Allard J2X. Als Partner von Zora Arkus-Duntov fiel er nach einem Bremsdefekt vorzeitig aus.

## Statistik

### Le-Mans-Ergebnisse
| Jahr | Team         | Fahrzeug   | Teamkollege       | Platzierung | Ausfallgrund |
| ---- | ------------ | ---------- | ----------------- | ----------- | ------------ |
| 1952 | S. H. Allard | Allard J2X | Zora Arkus-Duntov | Ausfall     | Bremsdefekt  |